# Listopadni deževni gozd
Lahko tudi:

•	Listavci tropskih in subtropskih vlažnih gozdov

•	Tropski vlažni gozd

•	Pol-zimzeleni sezonski gozd

To so tropski in subtropski gozdni biomi.
Gre za geološko zelo star ekosistem, v katerem s se ohranile tudi nekatere starinske vrste. 

## Lega
Listopadni deževni gozdovi se nahajajo v velikih, prekinjenih zaplatah v ekvatorialnem pasu in med severnim in južnim povratnikom. To so predeli Južne Amerike(Amazonsko nižavje, vzhodni del Brazilije), Karibi, zahodna Afrika, jugo-vzhodna Azija(Tajska, Burma, Vietnam, Šri Lanka)ter Indija.
Pod isti biom spadajo še:

•	Nižinski ekvatorialni zimzeleni deževni gozd

•	Gorski deževni gozd ali znan tudi kot oblačni gozd

•	Poplavni gozd, vključno z gozdovi sladkovodnega močvirja in šote močvirnatih gozdov

## Podnebje
Podnebje tega pasu je zelo toplo z majhno letno amplitudo (24 °C). Sončno sevanje je ravno tako razporejeno čez celo leto. Veliko padavin (povprečno 1270mm/leto). Poletja so zelo vlažna in deževna, zime pa suhe.
Nenehno toplo, vlažno podnebje spodbuja najbolj eksplozivno rast rastlin kot v katerem koli drugem okolju na Zemlji.

## Rastlinstvo
V gozdu je rastlin v izobilju. Tu domuje največ vrst kot v katerem koli drugemu zemeljskem ekosistemu. 
Na enem hektarju je:

1.	500 različnih drevesnih vrst

2.	1000 ton biomase

3.	80 različnih vrst žab

4.	Več deset tisoč vrst žuželk

Polovica vseh vrst na svetu živi najverjetneje ravno v teh gozdovih. Največja biološka raznolikost je ravno v drevesnih krošnja.
50% padavin preide s transpiracijo skozi drevesa nazaj v zrak. 
V sušnem obdobju, veliko dreves odvrže nekaj ali celo vse svoje listje, kar zmanjša krošnjo. To omogoča več sončne svetlobe, da doseže gozdna tla. Sončna svetloba, ki doseže tla, omogoči rast bujnega podrastja, česar ne najdemo v ekvatorialnem gozdu. Za dobro rast imajo primerne pogoje tudi mnoge gobe. 

Prostor delimo v 5 slojev:
- Krošnje ekstremno visokih dreves 70-80m (plenilske ptice, netopirji, metulji. tudi opice, katere so dobri plezalci)
- Srednje krošnje 30-45m (največja pestrost. Rastline rastejo iz drugih rastlin-epifiti, gostitelj zgolj opora, ga lahko preraste, ker je dovolj svetlobe-orhideje)
- Nižje krošnje
- Sloj grmičevja
- Podrastje

Drevo lahko zraste do 75m v samo 5-ih letih. Z vrha se gozd zdi kot zeleno morje, v katerem izstopajo višja drevesa. To so tako imenovane »emergent« drevesa ali nastajajoča. Tu imajo dom razne ptice pa tudi orli.
80% biomase se ustvari v krošnjah dreves zato večino živali živi v krošnjah, le redke živijo v tleh. Živali je, razn mravelj, komaj videti.

## Živalstvo
V gozdu najdemo več kot polovico vseh živečih vrst živali na svetu. S skromnejšim deležom: 50kg biomase na hektar. Za razmnoževanje imajo odlične pogoje mnoge vrste sesalcev, ptic, plazilcev in nevretenčarjev. Red sesalcev zastopa veliko vrst opic. Plazilcev je v gozdu mnogo vrst, sem prištevamo kameleone, kače, želve. Na slabo zaraščenih tleh lahko srečamo: kače, velike mačke, gorile, prašiče, srne, …

## Prst:
Na preparelih tleh z visoko vsebnostjo gline, železa in aluminija ter malo fosforja.

## Razlika
Med ekvatorialnim deževnim gozdom: 
Le-ta leži nekoliko dlje od ekvatorja. Tu se število padavin in dolžina dneva spreminja glede na letni čas. Pade »le«  1270mm dežja na letno. Opazno se razlikuje  od ekvatorialnega deževnega gozda s hladnejšim sušnem obdobjem. V sušnem obdobju, veliko dreves odvrže svoje listje, kar povzroči da lahko več svetlobe doseže tla. Sončna svetloba, ki doseže tla, omogoči rast bujnega podrastja, česar ne najdemo v ekvatorialnem gozdu. Poleg zimzelenih rastlin najdemo tudi pol-zimzelene.

## Problematika
Deforestacija - Izginila je že več kot polovica deževnih gozdov. Značilni primer je Brazilija. Deževni gozd so pljuča planeta saj deluje kot filter, ki sprejema hranilne snovi iz zraka in jih spravlja v kroženje. S tem se izravnavajo izgube s spiranjem katerim se ni mogoče izogniti. Izsekavanje gozda razgalja tla, ta pa postanejo zaradi izpiranja tako revna s hranilnimi snovmi, da dolgoročno in produktivno kmetijstvo ali gozdarstvo na njih ni mogoče.
Vsakih nekaj let uničimo gozdove za velikosti Irske, predvsem zaradi kmetijstva, plantaž in pridobivanje plemenitega tropskega lesa.
Na sedanji stopnji krčenja gozdov, bo več kot 17.000 vrst izumrla vsako leto, kar je več kot 1.000-krat hitreje, preden je prišel človek na ta planet. Če nam do preloma tisočletja ne bo uspelo ustaviti uničevanja, bo naravni ekosistem Zemlje, najbogatejši z vrstami, izumrl!